# Gefäßprothese
Eine Gefäßprothese ist ein Implantat, also ein für therapeutische Zwecke dauerhaft in den Körper eingebrachtes Medizinprodukt, zum Ersatz natürlicher Blutgefäße. Die Anwendung erfolgt meist als sogenanntes Interponat zum Ersatz stark geschädigter Gefäßabschnitte, zum Beispiel bei Verletzungen (Trauma), bei einer chronischen Verengung oder einer Blockade von Gefäßen aufgrund von arterieller Verschlusskrankheit, bei einer krankhaften starken Erweiterung (Aneurysma) oder bei einer Aortendissektion. Darüber hinaus werden Gefäßprothesen auch für Bypass-Operationen eingesetzt, wenn kein ausreichend großes körpereigenes Blutgefäß verwendet werden kann. Sie dienen vor allem der Behandlung von Schädigungen von Arterien, seltener werden sie auch zum Ersatz von Venen angewendet.

## Material und Anwendung

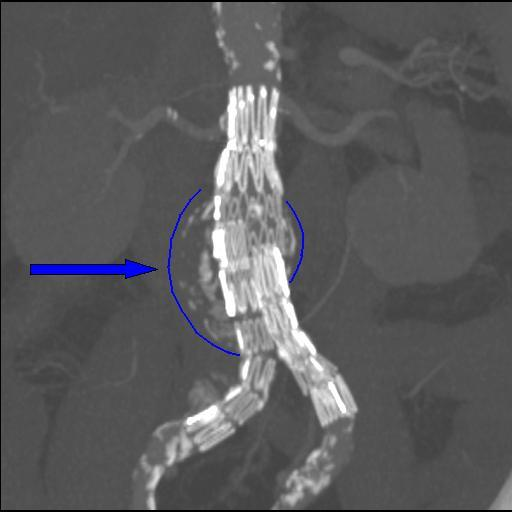
Aortenendoprothese (MS-CT-Aufnahme)

Gefäßprothesen bestehen in der Regel aus Kunststoffen wie Polyethylenterephthalat (PET, Markenname Dacron) oder Polytetrafluorethylen (PTFE, Markenname Gore-Tex®). Dabei werden PET-Prothesen vor allem für große Gefäße mit hohem Durchfluss und geringem Widerstand verwendet, wie beispielsweise der Aorta, den inneren und äußeren Beckenarterien sowie den Oberschenkelarterien, während PTFE-Prothesen insbesondere für kleinere Gefäße und als Bypass eingesetzt werden. Gefäßprothesen sind in Schlauchform ausgeführt, Prothesen aus PET weisen dabei eine gefaltete Struktur auf, die mit dem Faltenbalg eines Akkordeons vergleichbar ist. Dies stellt eine entsprechende Flexibilität der Prothese sicher, durch welche der Windkesseleffekt natürlicher arterieller Gefäße nachgeahmt wird.
Vor allem in der Anfangszeit der Anwendung von Gefäßprothesen mussten diese zur Abdichtung vor der Operation mit dem Blut des Empfängers durchtränkt werden, was als Preclotting bezeichnet wird. Dieser Schritt ist nicht notwendig bei PTFE-basierten Prothesen sowie bei PET-Prothesen, die durch das Aufbringen einer Proteinschicht bereits vom Hersteller abgedichtet wurden. Hierzu werden beispielsweise Albumin, Kollagen oder Gelatine als dessen denaturierte Form verwendet. Die Innenseite der Prothese wird in der Zeit nach der Implantation infolge der Durchblutung mit einer Schicht aus Blutplättchen und Fibrin ausgekleidet, die analog zur Intima natürlicher Blutgefäße Pseudointima genannt wird. In einem etwa 10–15 mm langen Bereich an der als Anastomose bezeichneten genähten Verbindung zwischen Prothese und dem natürlichen Gefäß entsteht darüber hinaus eine als Neointima bezeichnete Endothelschicht.

## Erfolgsaussichten
Fünf bis zehn Jahre nach Implantation funktionieren noch rund 90 % der Prothesen im Bereich der Aorta und den sich daran anschließenden Gefäßen, während bei Prothesen mit einem Durchmesser von weniger als 6–8 mm die Erfolgsrate nach fünf Jahren unter 50 % liegt. Die Aussichten für ein Kurz- und Langzeitfunktionieren sind im Allgemeinen umso geringer, je höher der Durchflusswiderstand im Implantatbereich ist.
Die häufigsten Komplikationen nach dem Einsatz von Gefäßprothesen sind deren Verstopfung (Okklusion) durch eine übermäßige Gewebebildung im Bereich der Neointima (Hyperplasie) oder durch eine Ablösung von Teilen der Pseudointima, Infektionen des Implantats, Probleme mit der Materialstruktur sowie die Entstehung von Aneurysmen und Pseudoaneurysmen im Bereich der Anastomose.

## Historische Informationen
Die erste erfolgreiche Anwendung von Gefäßprothesen im Menschen erfolgte 1952. Seit etwa der Mitte der 1960er Jahre werden sie routinemäßig in der Gefäßchirurgie eingesetzt. Gegenwärtig stellen Gefäßprothesen in der Medizin hinsichtlich ihres therapeutischen Nutzens eine der erfolgreichsten Anwendungen von Implantaten aus Biomaterialien dar.